# Villabuena del Puente (kommunhuvudort)
Villabuena del Puente är en kommunhuvudort i Spanien.   Den ligger i provinsen Provincia de Zamora och regionen Kastilien och Leon, i den centrala delen av landet, 180 km nordväst om huvudstaden Madrid. Villabuena del Puente ligger 703 meter över havet och antalet invånare är 874.
Terrängen runt Villabuena del Puente är huvudsakligen platt. Villabuena del Puente ligger nere i en dal som går i nord-sydlig riktning. Runt Villabuena del Puente är det glesbefolkat, med 19 invånare per kvadratkilometer. Närmaste större samhälle är Toro, 16,0 km norr om Villabuena del Puente. Trakten runt Villabuena del Puente består till största delen av jordbruksmark.